# اریک هوسته
اریک هوسته (دانمارکی: Erik Husted; ۳ ژانویهٔ ۱۹۰۰ – ۱۰ ژوئیهٔ ۱۹۸۸) بازیکن هاکی روی چمن اهل دانمارک بود.